# Arvid Henrik Florman

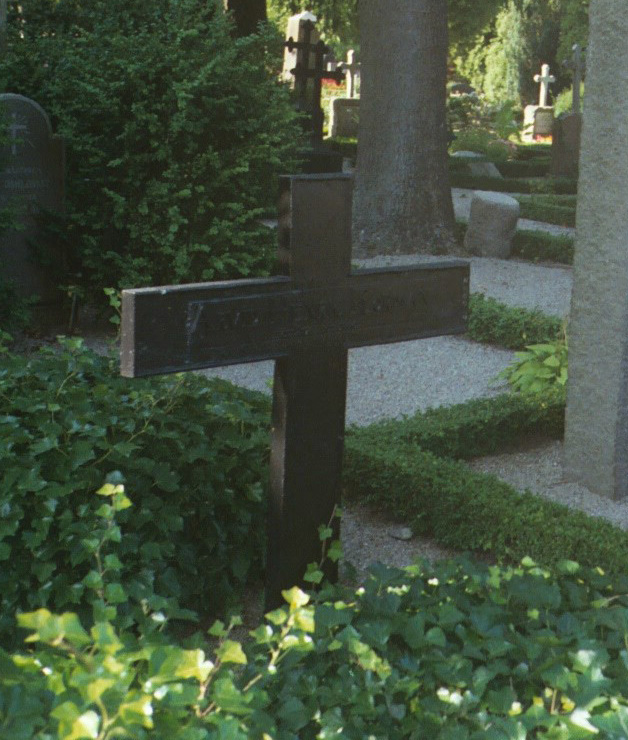
Flormans grav på Klosterkyrkogården i Lund. Foto 2004.

Arvid Henrik Florman, född 6 september 1761 på Tåstarps gård i Kropps socken, Malmöhus län, död 21 januari 1840 i Lund, var en svensk läkare, professor i anatomi, kirurgi och veterinärvetenskap.

## Biografi
Arvid Henrik Florman var son till frälseinspektoren Paul Florman och Elisabeth Gemzaea. Han studerade vid Lunds universitet där han blev filosofie kandidat 1781, medicine licentiat  1786, docent i anatomi 1785 och prosektor i samma ämne 1787. Åren 1783–1786 studerade han komparativ anatomi och veterinärvetenskap hos Peter Christian Abildgaard i Köpenhamn. 1788 tjänstgjorde han som extra ordinarie expeditionsmedikus på kungliga örlogsflottan och bevistade slaget vid Hogland ombord på linjeskeppet Enigheten. 
Åren 1789-90 var han anställd som överläkare på sjukhuset i Karlskrona, där han "på hög befallning" undervisade de yngre lasarettskirurgerna i anatomi. Hans erfarenheter från denna tjänstgöring och den epidemi som härjade på flottbasen 1788 lade han till grund för De febre biliosa anno 1788 nautas afficiente, hans avhandling till doktorsgraden, vilken han tog 1791. 1790–1812 gav Florman förutom sin medicinska lärargärning i Lund även undervisningar i veterinärvetenskap och dissektionsövningar.
Efter en studieresa i Tyskland utnämndes han 1801 till professor i anatomi, kirurgi och veterinärvetenskap vid Lunds universitet, en befattning vilken han innehade fram till 1831. År 1804 var han rektor för nämnda universitet. Florman blev 1808 ledamot av Vetenskapsakademien och tillhörde dessutom en mängd andra lärda samfund.
Florman utövade ett viktigt inflytande på den svenska läkarutbildningen och anses med rätta som grundläggare av ett rationellare studium av anatomi i Sverige. Han anses som Sveriges förste vetenskaplige osteolog. Han hade även stor betydelse för veterinärvetenskapens utveckling. Utöver detta var han drivande för den nykterhetsrörelse, som på 1830-talet tog sin början i Sverige. 
Bland Flormans många vetenskapliga skrifter märkas Pharmacopæa veterinaria, eller handbok för häst- och boskapsläkare (1809), Thesaurus anatomicus et cetera (1817), Anatomisk handbok för läkare och zoologer (1823–1830), Om bruket af de mest bepröfvade præservativer och botemedel mot den nu i Europa grasserande cholerasjukdomen (1831; ny upplaga 1834), Underrättelse om hushållsdjurens vård och skötsel et cetera (1834; sjätte upplagan 1880).
Bland hans lärjungar märks främst Anders Retzius. Florman var djupt religiös och upprätthöll en nära vänskap med Johan Holmbergson och Henric Schartau. Han var även en av föregångsmännen inom den svenska nykterhetsrörelsen. Till Vetenskapsakademien skänkte han grundplåten till det Flormanska priset, som årligen utgår till framstående arbeten inom anatomi och fysiologi.
Krister Gierow skriver i Lunds universitets historia (band III, 1971) att "få av universitetets lärare har fått ett så enstämmigt vackert eftermäle som Florman". Vetenskapsakademien hedrade 1851 hans minne genom att prägla en medalj över honom. Han har vidare fått Flormansgatan i Lund uppkallad efter sig.